# مادراكا

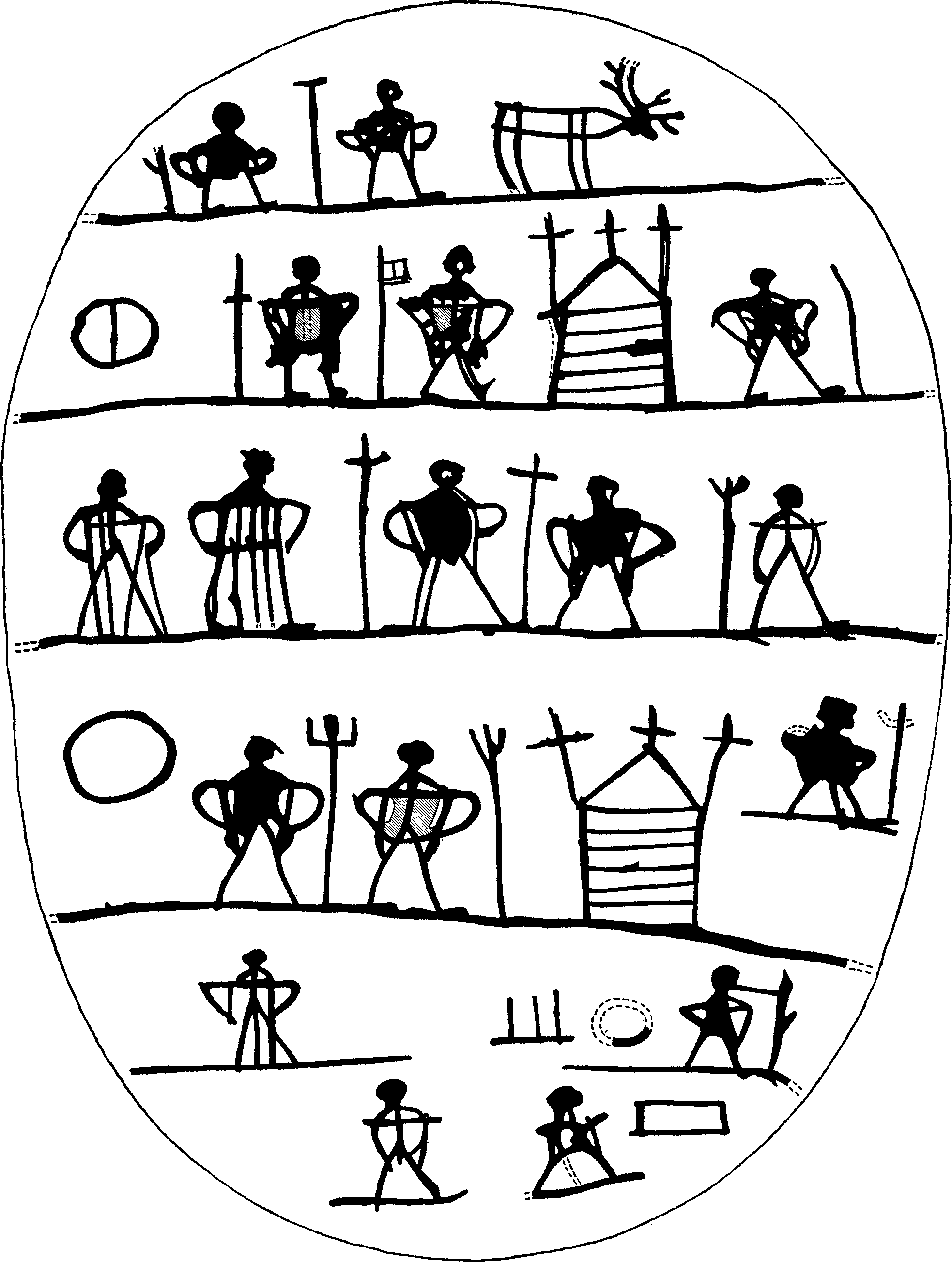
أسطورة سامي طبل الشامان

مادراکا (بالإنجليزية: Madderakka)‏ إلهة الميلاد في الأساطير الفنلندية. وهي المسئولة عن إخصاب النساء وقطيع الماشية، وعن خلق جسد الطفل في رحم أمه. ويعبدها «اللابيون Sarakka» مع ثلاث إلهات من بناتها. (واللابيون شعب رحل يعيش على تربية حيوان الرنة وصيد الأسماك) وتقوم ابنتها ساراکا Sarakka بمساعدة النساء لحظة الميلاد، كما تساعد حیوانات الرنة أيضا في ولادة صغارها، وتضرع إليها نساء اللابيين أيام الحيض، أما الابنة الثانية فهي التي تشكل الأنثى في رحم الأم، وفي استطاعتها أن تغيرها إلى ولد كما تساعد الأولاد أن يكونوا صائدين ماهرين. أما الابنة الثالثة فهي تعيش تحت الأرض. وهي تحمي الناس في الذهاب والإياب، كما أنها تلقی الطفل حديث الولادة وترعاه وتراقب خطواته الأولى حتى لا يؤذي نفسه.